# دان كوميسكي
دان كوميسكي هو لاعب كرة قدم كندية كندي، ولد في 23 مارس 1973 في وندسور في كندا.